# Шенка Колозова
Шенка Колозова (Добрево, Пробиштип, 1. фебруар 1947) је македонска и југословенска глумица.

## Биографија
Шенка Колозова је рођена 1. фебруара 1947. године у Добреву, као ћерка Стоице и Катерине Димитровски. Дипломирала је на одсеку за јужнословенску књижевност на Филозофском факултету у Скопљу. Цео радни век провела је као професионална глумица. Почела је да глуми са 18 година у народним позориштима у Штипу и Куманову, а касније и у Македонском народном позоришту у Скопљу, где је радила до пензионисања. У својој каријери одиграла је преко 100 премијера у три народна позоришта, а још 16 премијера у приватном позоришту „Колозов”. Одиграла је више од 6000 представа у ова три позоришта, не укључујући гостовања у Велешком позоришту и другим позориштима у Северној Македонији. Поред глуме, аутор је бројних сценарија и драматизација. Најпознатија је по раду на серији „Македонски народни приказни”. Добитница је награде за укупну креативност на Међународном позоришном фестивалу „Свети Јоаким Осоговски” у Кривoj Паланци. Почасна је грађанка Општине Пробиштип. Супруг јој је био познати македонски глумац Ђорђи Колозов, са којим има 2 ћерке.

## Филмографија
| Год.       | Назив                                 | Улога        |
| ---------- | ------------------------------------- | ------------ |
| 1975.      | Простодушна љубов ТВ-филм             | Велинка      |
| 1975.      | Волшебното самарче ТВ-серија          |              |
| 1979.      | Наши години ТВ-серија                 |              |
| 1982.      | Време на летала ТВ-филм               |              |
| 1982.      | Едно лето ТВ-серија                   |              |
| 1984.      | Белото циганче ТВ-серија              |              |
| 1984.      | Јуначко колено ТВ-серија              |              |
| 1984−1985. | Легенди и преданија ТВ-серија         |              |
| 1984-1985  | Македонски народни приказни ТВ-серија |              |
| 1986−1990. | Македонски народни приказни ТВ-серија |              |
| 1987.      | Случки од животот ТВ-серија           |              |
| 1987.      | Чорбаџи Теодос ТВ-серија              | Петрија      |
| 1989.      | Тврдокорни ТВ-серија                  |              |
| 1989.      | Цвеке на карпата ТВ-филм              | Секретарица  |
| 1990.      | Трст виа Скопје ТВ-серија             | Динова мајка |
| 1991-1995. | Македонски народни приказни ТВ-серија |              |
| 1991.      | Опстанок ТВ-серија                    | Трајанка     |
| 1991.      | Елелига пепелига ТВ-филм              |              |
| 1991.      | Поштар ТВ-филм                        |              |
| 1992.      | Еурека ТВ-серија                      |              |
| 1992.      | Последната македонска елегија         |              |
| 1995.      | Во светот на бајките ТВ-серија        |              |
| 1995.      | Бус за дус ТВ-серија                  |              |
| 1996.      | Батко Гого нема пари ТВ-филм          |              |
| 1996-2003. | Македонски народни приказни ТВ-серија |              |
| 1999.      | Каћа ТВ-филм                          | Жена         |
| 2000-2001. | Во светот на бајките ТВ-серија        |              |
| 2000-2001. | Светот има осум страни ТВ-серија      |              |
| 2006-2009. | Македонски народни приказни ТВ-серија |              |
| 2007.      | Досие - К ТВ-филм                     | Тетка Мара   |
| 2010.      | Царсаката е последна ТВ-филм          |              |
| 2010-2017. | Македонски народни приказни ТВ-серија |              |
| 2017.      | Детето ќе дојде ТВ-филм               | Велика       |
| 2022-2024. | Македонски народни приказни ТВ-серија |              |
| 2022.      | Нема да бидеш сам ТВ-филм             | Билјана      |
| 2023.      | Бистра вода ТВ-серија                 |              |